# Торчинов, Евгений Алексеевич
Евге́ний Алексе́евич То́рчинов (22 августа 1956 — 12 июля 2003) — советский и российский учёный-религиовед, синолог, буддолог, историк философии и культуры Китая. Кандидат исторических наук, доктор философских наук, профессор. Буддийский учитель и почётный президент Санкт-Петербургского отделения Фо Гуан. Член редакции научно-теоретического журнала «Религиоведение».

## Биография
Родился 22 августа 1956 года в г. Орджоникидзе (Владикавказ). Почти сразу после рождения его семья переехала в Саратов.
В 1973 году окончил среднюю школу № 67 и поступил на кафедру китайской филологии Восточного факультета ЛГУ. В 1978 году стал аспирантом Государственного музея истории религии и атеизма. С 1981 по 1984 годы — научный сотрудник этого же музея. В 1984 году перешёл в Ленинградское отделение Института востоковедения АН СССР (позднее — Санкт-Петербургский филиал Института востоковедения РАН), где проработал десять лет.
В 1984 году под научным руководством Л. Н. Меньшикова защитил диссертацию на соискание учёной степени кандидата исторических наук по теме «Трактат Гэ Хуна „Баопу-цзы“ как историко-этнографический источник».
В 1993 году вместе с буддологом К. Ю. Солониным открыл отделение Международной ассоциации «Свет Будды» в Санкт-Петербурге, став его президентом до конца 1998 года. На момент 2001 года Торчинов был почётным президентом отделения и членом совета директоров Фо Гуан.
В 1994 году защитил докторскую диссертацию «Даосизм. Опыт историко-религиоведческого описания».
В 1998 году заведовал кафедрой философии религии и религиоведения философского факультета СПбГУ. С 1999 года возглавлял кафедру философии и культурологии Востока философского факультета.
В 2002 году один семестр читал лекции по китайским религиям в канадском Саскачеванском университете.
В 2002 году стал лауреатом премии Санкт-Петербургского философского общества «Вторая навигация» в номинации «Учебник по философским наукам» за работу «Введение в буддологию. Курс лекций».
Умер при невыясненных обстоятельствах 12 июля 2003 года в Санкт-Петербурге.

## Исследования даосизма
Известен своими исследованиями даосизма и переводами классических даосских трактатов. В своей диссертации он составил подробный и объёмный обзор даосизма, его течений, истории, школ и воззрений, опираясь на изучение китайских источников и достижения зарубежной синологии. Позднее он опубликовал обзор даосизма в виде монографии, рассчитанной на широкий круг читателей.
Работая с даосскими источниками, он перевёл и детально прокомментировал два авторитетных средневековых даосских сочинения — трактат Гэ Хуна Баопу-цзы и трактат Чжан Бодуаня Учжэньпянь.
Трактат Гэ Хуна Баопу-цзы — энциклопедия даосизма того времени. Он содержит описания даосских практик, рецептов даосской алхимии и критический обзор даосской науки о бессмертии. Перевод Торчинова явился первым научно-выверенным переводом Баопу-цзы на европейские языки, в своём переводе он проделал работу по идентификации компонентов рецептов долголетия и бессмертия — минералов, химических соединений, растений и воссозданию религиозного и исторического трактата.
Трактат Учжэньпянь содержит описания методов внутренней алхимии по достижению бессмертия. Перевод Торчинова этого трактата также был первым научно-выверенным переводом на европейские языки, он уделил внимание контексту — символике трактата, буддийским аналогиям, историческим параллелям, постаравшись максимально приблизить русскоязычного читателя к пониманию трактата.
Он также подготовил научный перевод Дао дэ цзина, который тщательно выверил по многочисленным источникам.
Известны и другие его исследования и переводы.
В своих статьях пытался осмыслить также практические аспекты даосизма — внешнюю алхимию, внутреннюю алхимию, методы медитации, методы достижения бессмертия, даосскую сексуальную практику, аналогии с буддийскими школами и тантрическими практиками.
Работая над изучением даосизма, несколько раз посетил Китай.

## Исследования буддизма
Евгений Торчинов в своих исследованиях старался охватить все буддийские школы в их исторической и духовной взаимосвязи, результатом этих исследований стал учебник «Введение в буддологию».
Особое внимание он уделял школам махаяны и дальневосточного буддизма. Он подготовил переводы с китайского языка нескольких авторитетных сочинений. Он перевёл с древнекитайского классический буддийский «Трактат о пробуждении веры в махаяну».
Среди махаянских школ его интересовал чань, он подготовил несколько переводов классических и современных чаньских сочинений, посетил чаньский монастырь на Тайване. Он перевёл сочинения чаньских патриархов Хунжэня и Цзунми, и труды Синъюня, современного мастера Чань на Тайване.
Евгений Торчинов уделял также внимание сопоставлению даосизма и буддизма в Китае, выделяя расхождения и параллели буддийских и даосских школ. Он отмечал, что в периоды гонений на буддизм буддисты скрывались в даосских монастырях и общинах, принеся в даосизм ряд идей, которые были восприняты даосами и нашли своё отражение в даосской литературе и практике.
Работая над изучением буддизма, он посещал Китай, Ладакх и Тайвань. Стал считать себя буддистом в 1975 году, принял Прибежище в 1991 году. Являлся официальным представителем в России и членом совета директоров и консультантом Buddha’s Light International Association — B.L.I.A. (Гоцзи Фо гуан хуэй); мирской буддийский лектор B.L.I.A, президентом санкт-петербургской буддийской общественной организации «Фо гуан (Свет Будды)». По философским взглядам придерживался синкретической теории татхагатагарбхи и йогачары, по школьной — принадлежал к традициям Линьцзи и Дрикунг Кагью, называл себя внесектарным буддистом («внесектарная Махаяна»). В то же время религиовед С. Б. Филатов указывал, что буддолог А. А. Терентьев описывал в частной беседе отношение Торчинова к буддизму следующим образом: «он то называл себя буддистом, то отрицал свою принадлежность к этой религии».

## Антропология религии
Сопоставляя различные религиозные учения, Евгений Торчинов написал книгу «Религии Мира. Опыт запредельного», в которой попытался найти общий подход к религиям с точки зрения трансперсональных состояний и психотехники, выделив феномен «религиозного опыта» как основу и ядро любой религии. В этой книге он подробно анализировал шаманизм, религии древности, секты и современные мировые религии, показал этапы развития религий.
Он написал также немало работ по сравнительному религиоведению. Некоторые его работы посвящены каббале и аспектам каббалистической мистической практики.

## Торчиновские чтения
20—21 февраля 2004 года в Санкт-Петербургском государственном университете были проведены Первые Торчиновские чтения «Религиоведение и востоковедение».

## Сочинения и работы
Диссертации
- Трактат Гэ Хуна «Баопу-цзы» как историко-этнографический источник: Дисс. на соискание уч. ст. канд. ист. н. — Л., 1984.
- Даосизм. Опыт историко-религиоведческого описания: Дисс. на соискание уч. ст. докт. филос. н. — СПб., 1993.

Книги
- Даосизм. Опыт историко-религиоведческого описания. — СПб.: Андреев и сыновья, 1993. — 312 с. (2-е дополненное издание: СПб.: Лань, 1998. — 448 с.)
- Религии мира. Опыт запредельного (трансперсональные состояния и психотехника). — СПб.: Центр «Петербургское востоковедение», 1997. — 384 с. (2-е изд., испр. — СПб.: Петербургское Востоковедение, 2000. — 384 с.)
- Даосизм. «Дао-дэ цзин» / Предисл. пер. с кит., коммент. СПб.: Петербургское Востоковедение, 1999. — 288 с. (2-е изд. — СПб., 2004. — 256 с.)
- Введение в буддологию. Курс лекций. — СПб.: Санкт-Петербургское философское общество, 2000. — 304 с.
- Даосские практики. — СПб.: Петербургское Востоковедение, 2001. — 320 с.
- Буддизм: Карманный словарь. — СПб.: Амфора, 2002. — 187 с.
- Философия буддизма Махаяны. — СПб.: Петербургское Востоковедение, 2002. — 320 с.
- Стрелков А. М., Торчинов Е. А., Монгуш М. В. Буддизм. Каноны. История. Искусство. — М.: Дизайн. Информация. Картография, 2006. — 600 с.
- Пути обретения бессмертия: Даосизм в исследованиях и переводах Е. А. Торчинова. — СПб.: Азбука-классика; Петербургское Востоковедение, 2007. — 608 с.
- Путь золота и киновари: Даосские практики в исследованиях и переводах Е. А. Торчинова. — СПб.: Азбука-классика; Петербургское востоковедение, 2007. — 480 с.
- Пути философии Востока и Запада: познание запредельного. — СПб.: Азбука-классика, 2007. — 480 с.
- Таинственная самка: трансперсональный роман. — СПб., Гуманитарная Академия, 2013. — 288 с.
- Апостолы дракона (алхимический роман) (2002 г.) // Архив российской китаистики. Т. IV / сост. А. И. Кобзев; отв. ред. С. В. Дмитриев. — М.: Институт востоковедения РАН, 2016. — С. 690—772. — 832 с.
- Китайская рапсодия (роман странствий и инициаций) (2003 г.) // Архив российской китаистики. Т. IV / сост. А. И. Кобзев; отв. ред. С. В. Дмитриев. — М.: Институт востоковедения РАН, 2016. — С. 772—815. — 832 с.

Переводы книг
- Лу Куань юй. Даосская йога, алхимия и бессмертие / Предисл., пер. с англ., прим. — СПб.: Орис, 1993. — 368 с.
- Хун-Жэнь, пятый чаньский патриарх. Трактат об основах совершенствования сознания = Сю синь яо лунь / Предисл., пер. с кит., коммент. — СПб.: Дацан Гунзэчойнэй, 1994. — 68 с.
- Чжан Бо-дуань. Главы о прозрении истины = У чжэнь пянь / Предисл., пер. с кит., коммент. — СПб.: Центр «Петербургское Востоковедение», 1994. — 352 c.
- Трактат о пробуждении веры в Махаяну (Махаяна шраддхотпада шастра). — СПб.: Издательство Буковского, 1997. — 92 с.
- Великий учитель Син-юнь. Чаньские беседы / Предисл. Е. А. Торчинова. Пер. с кит., коммент. Е. А. Торчинова, К. Ю. Солонина. — СПб.: Петербургское Востоковедение, 1998. — 384 с.
- Цзун-ми. Чаньские истины / Предисл., пер. с кит., коммент. Е. А. Торчинова, К. Ю. Солонина. — СПб.: Издательство СПбГТУ, 1998. — 144 с.
- Гэ Хун. Баопу-цзы / Предисл., пер. с кит., коммент. — СПб.: Петербургское Востоковедение, 1999. — 384 с.
- Даосская алхимия / Вступ. ст., пер. с кит., коммент., прим. — СПб.: Азбука; Петербургское Востоковедение, 2001. — 480 с.
- Ермаков М. Е., Кравцова М. Е., Солонин К. С., Торчинов Е. А. Религии Китая. Хрестоматия / Сост. Е. А. Торчинов. — СПб.: «Евразия», 2001. — 512 с.
- Философия китайского буддизма / Вступ. ст., предисловия, пер. с кит., коммент. — СПб.: Азбука-классика, 2001. — 256 с.

Отдельные статьи
- Беззаботное скитание в мире сокровенного и таинственного: Мартин Хайдеггер и даосизм // Религия и традиционная культура. Сборник научных трудов. СПб., 2000, с.74-90.
- Даосизм и китайская культура: проблема взаимодействия // Народы Азии и Африки, 1982, № 2, с. 155—168.
- Даосско-буддийское взаимодействие (теоретико-методологические проблемы исследования) // Народы Азии и Африки, 1988, № 2, с. 45-54.
- Доктрина происхождения зла в лурианской и саббатианской Каббале и в буддийском «Трактате о Пробуждении веры в Махаяну»// Kabbalah: Journal for the Study of Jewish Mystical Texts. Ed. by D. Abrahams and A. Elqayam. Vol. 5, 2000, p. 183—198.
- Изучение буддизма в России (современное состояние) // Проблемы Дальнего Востока. — М.: ИДВ РАН, 1992. — № 4. — С. 75—89.
- Трактат Гэ Хуна и «искусство внутренних покоев» // Петербургское Востоковедение. Вып. 4. СПб., 1993.
- Этика и ритуал в религиозном даосизме // Этика и ритуал в традиционном Китае: М.: Наука, 1988, с. 202—235.